# Dodger Stadium
Dodger Stadium är en basebollarena i Los Angeles i Kalifornien i USA. Arenan är hemmaarena för Los Angeles Dodgers, som spelar i National League, en av de två ligorna i Major League Baseball (MLB).
Dodger Stadium är världens största renodlade basebollarena med plats för 56 000 åskådare. Arenan är den tredje äldsta i MLB efter Fenway Park och Wrigley Field.

## Historia
Brooklyn Dodgers lämnade Brooklyn inför 1958 års säsong och flyttade till Los Angeles. Flytten föregicks av flera års misslyckade försök av klubbens dåvarande ägare, Walter O'Malley, att få till stånd en ny arena i Brooklyn för att ersätta Ebbets Field, invigd 1913.
I september 1957 kom Dodgers och staden Los Angeles överens om att klubben skulle få ett stort landområde i en del av staden kallad Chavez Ravine i utbyte mot ett löfte att bygga en arena för minst 50 000 åskådare. Avtalet godkändes i en folkomröstning i juni 1958. Medan planerna på den nya arenan fortgick spelade Dodgers sina hemmamatcher i Los Angeles Memorial Coliseum, en jättearena som inte var avsedd för baseboll.
Uppdraget att rita den nya arenan gick till arkitekten Emil Praeger. Arenan var den första i MLB sedan gamla Yankee Stadium 1923 att helt finansieras av privata medel.
Dodger Stadium började byggas i september 1959 och öppnades drygt två och ett halvt år senare, till en byggkostnad av cirka 23 miljoner dollar.
Eftersom arenan byggdes i en ravin fick enorma jordmassor, cirka sex miljoner kubikmeter, flyttas för att arenan och de terrasserade parkeringsplatserna med plats för 16 000 bilar skulle kunna färdigställas.
Arenan byggdes bland annat av cirka 25 000 separata betongelement, som tillverkades på plats och lyftes till sin rätta position med hjälp av en specialbyggd lyftkran.
Arenans ursprungliga resultattavlor var hexagonformade och mätte 23 gånger 10 meter. De påstods vara de största i världen.
Arenan var också hemmaarena för Los Angeles Angels 1962–1965; den kallades dock "Chavez Ravine" när Angels spelade matcher där.
Dodger Stadium har renoverats vid flera tillfällen. Stora renoveringar genomfördes 2012–2013 och 2019–2020.

## Kännetecken

Dodger Stadiums planstorlek.

Dodger Stadium är numera den enda arenan i National League som har en helt symmetrisk spelplan.
Arenans stolar är i olika färger – gul närmast spelplanen och därefter orange, turkos och blå – vilka ska representera en solnedgång över havet.
Utmärkande är även det vågformiga taket över läktarna bortom outfield och det höga hisschaktet som sticker upp bakom den översta läktaren bakom hemplattan och som är prydd med Dodgers logotyp.

## Evenemang
Dodger Stadium var 1980 värd för MLB:s all star-match och skulle varit värd 2020, men den all star-matchen ställdes in på grund av covid-19-pandemin och arenan tillerkändes som kompensation all star-matchen 2022.
Både semifinalerna och finalen i World Baseball Classic 2009 och 2017 spelades i arenan.
I januari 2014 var arenan värd för en utomhusmatch i ishockey mellan NHL-klubbarna Los Angeles Kings och Anaheim Ducks, som en del av NHL Stadium Series 2014.
I Dodger Stadium har hållits konserter med bland andra The Beatles, Elton John, The Rolling Stones, Simon and Garfunkel, Kiss, Michael Jackson, Bee Gees, David Bowie, Eric Clapton, Genesis, Bruce Springsteen, U2 och De tre tenorerna.

## Fotogalleri

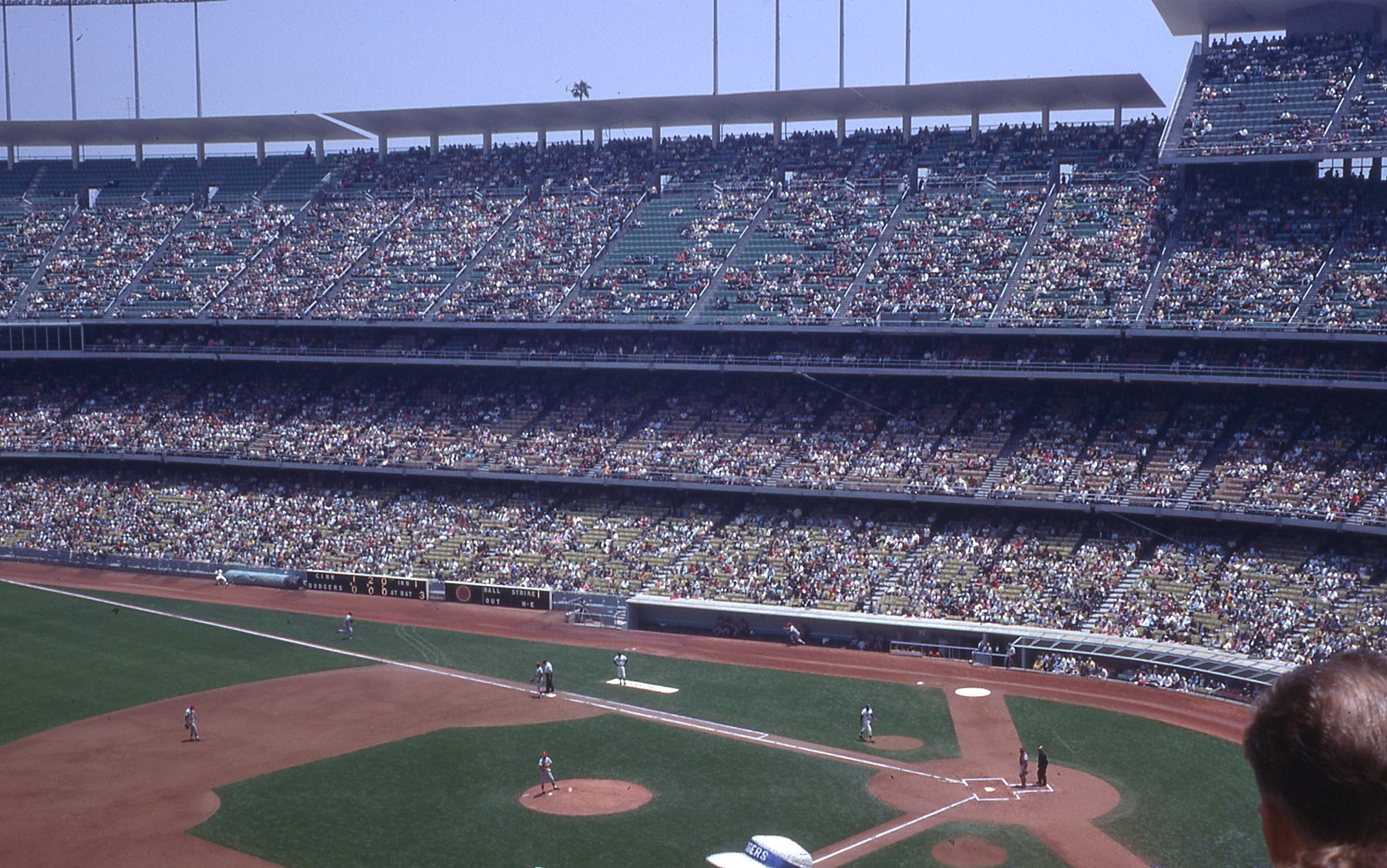
Dodger Stadium 1967.
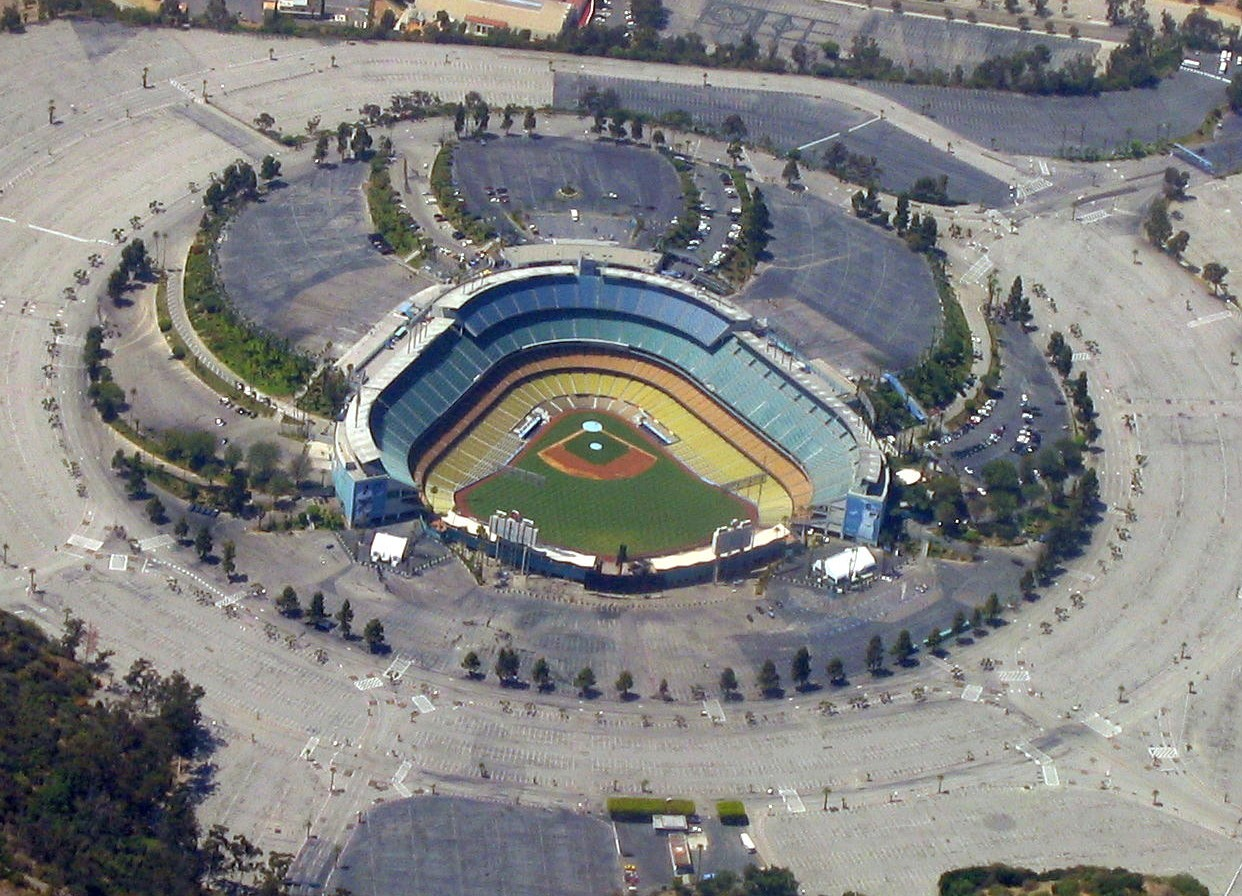
Dodger Stadium och de karakteristiska terrasserade parkeringsplatserna.
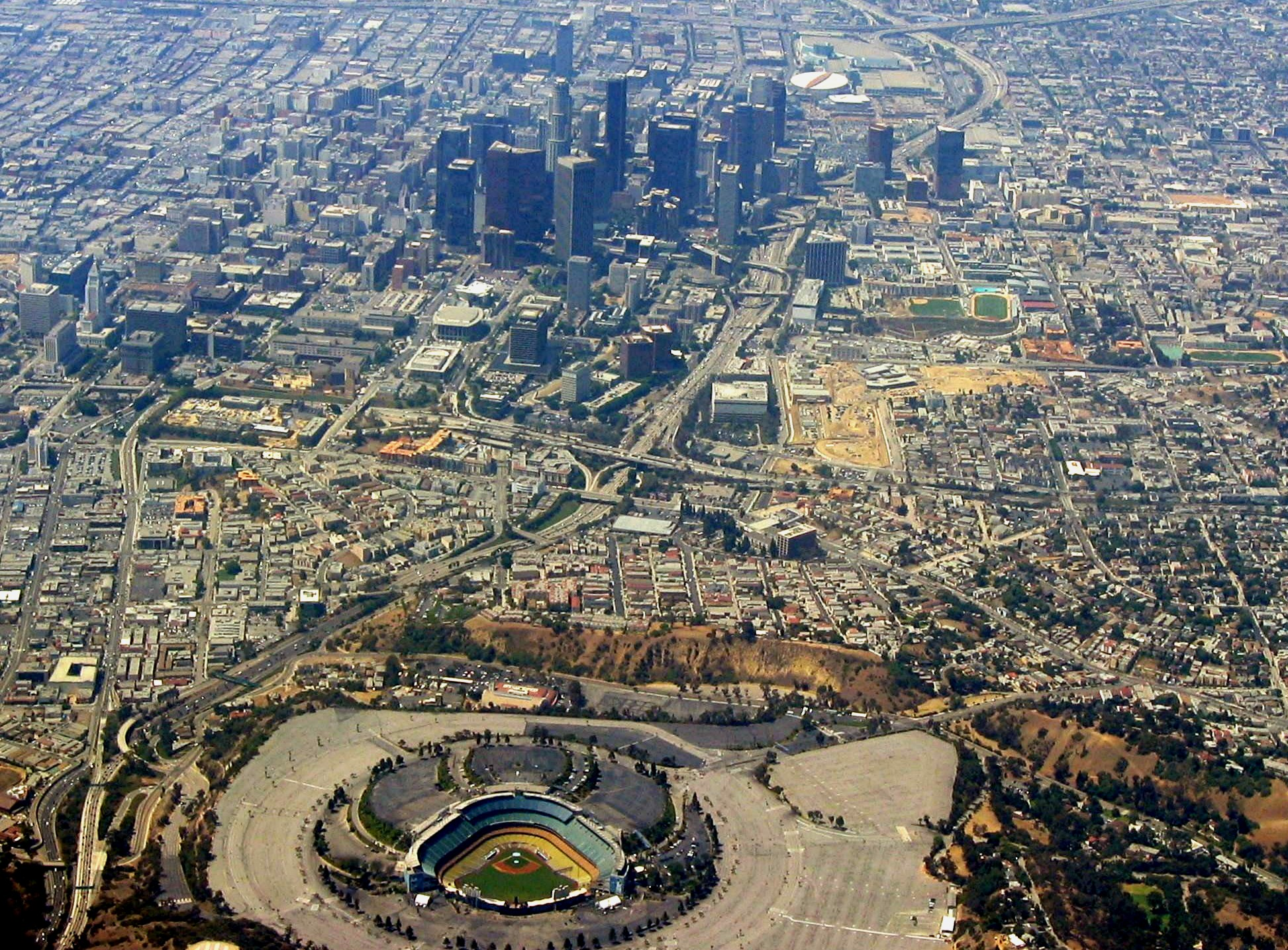
Dodger Stadium i förgrunden och centrala Los Angeles i bakgrunden.
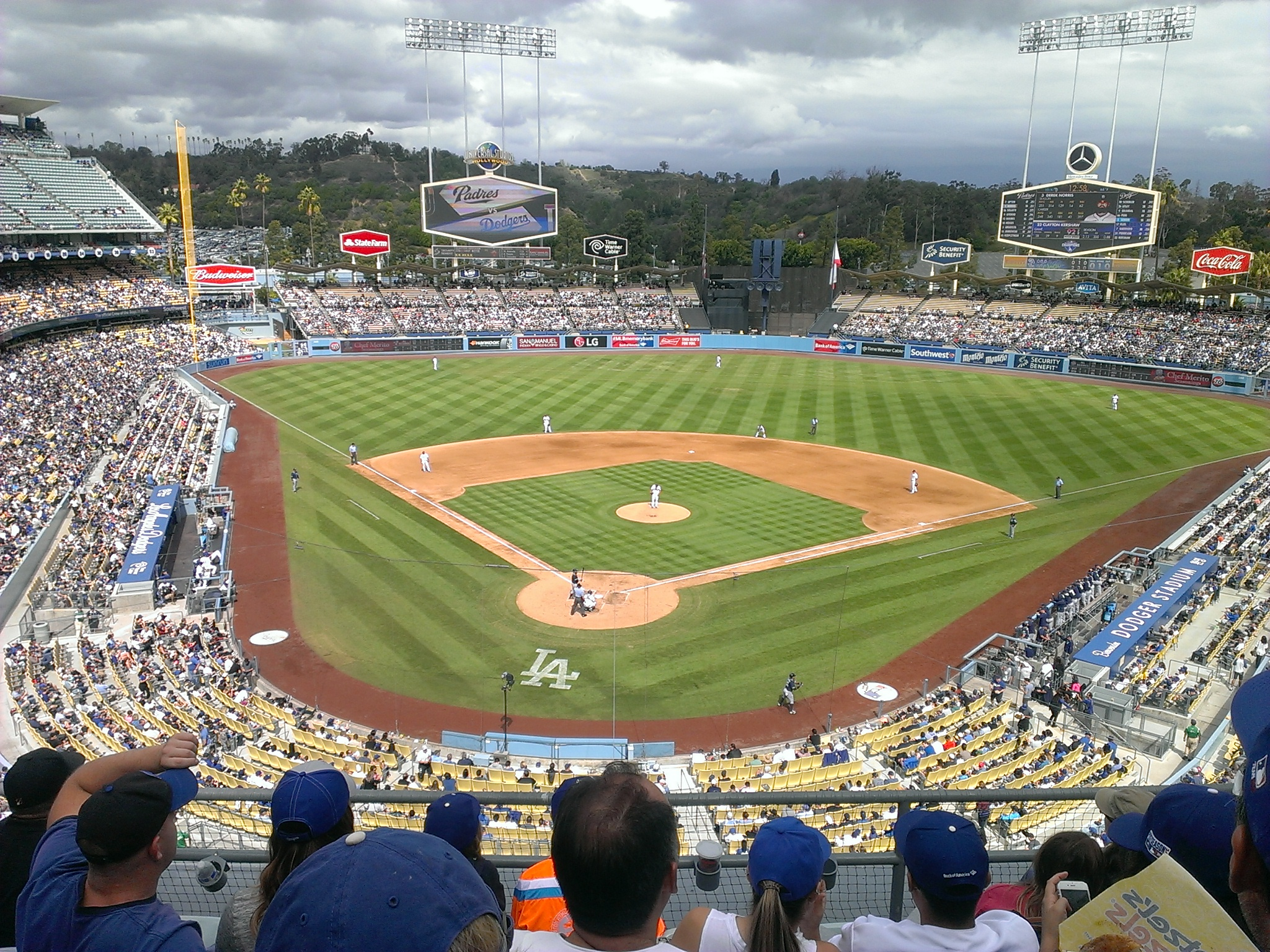
Vy från bakom hemplattan.
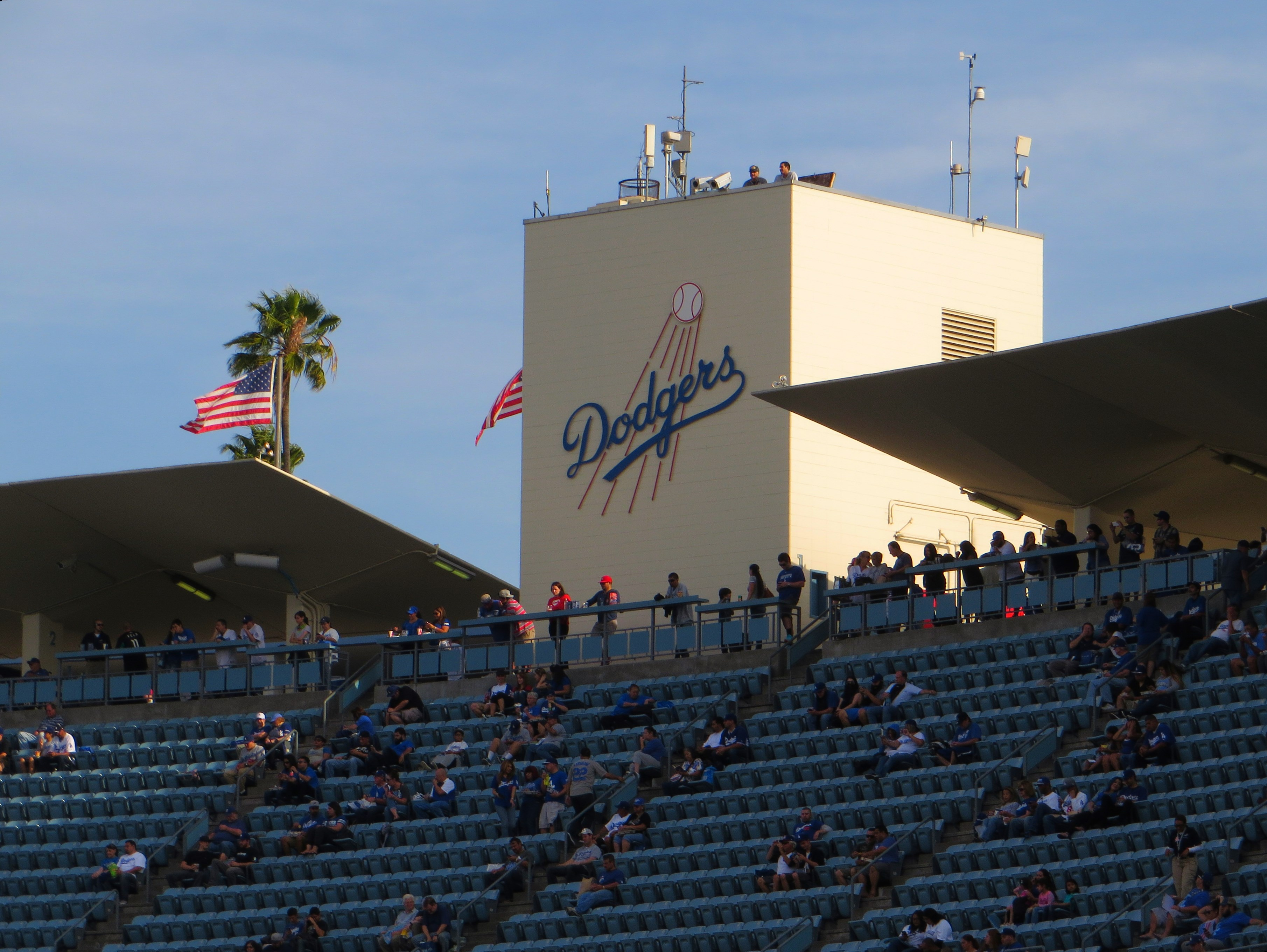
Hisschaktet med Dodgers logotyp.